# Ludność Kędzierzyna-Koźla
Ludność Kędzierzyna-Koźla – statystyczna liczba ludności w mieście Kędzierzyn-Koźle (powiat kędzierzyńsko-kozielski), w województwie opolskim. Według danych Urzędu Miasta Kędzierzyna-Koźla miasto na dzień 31 grudnia 2024 liczyło 50 927 mieszkańców, którzy byli zameldowani na pobyt stały, co odpowiada gęstości zaludnienia 412 osób/km². Według danych Głównego Urzędu Statystycznego, Kędzierzyn-Koźle należy do grupy jednych z najszybciej wyludniających się w XXI wieku miast w Polsce. Począwszy od 1986 roku liczba ludności miasta systematycznie maleje.  

## Dane ogólne
| Podstawowe dane demograficzne     |                                                   |                                                   |                                                   | |
| Lp.                               | Informacja                                        | Wielkość                                          | Rok pomiaru                                       | Wykres |
| 1                                 | Liczba ludności                                   | 50 927 osób                                       | 2024                                              | |
| 2                                 | Gęstość zaludnienia                               | 412 osób/km²                                      | 2024                                              | |
| 3                                 | Przyrost naturalny                                | –6,53‰                                            | 2023                                              | |
| 4                                 | Średni wiek mieszkańca miasta                     | 45,6 lat                                          | 2023                                              | |
| 5                                 | Podział według płci                               | Podział według płci                               | Podział według płci                               | Podział według płci |
|                                   | a. Kobiety                                        | 52,5%                                             | 2023                                              | 1. Kobiety: 52,5% 2. Mężczyźni: 47,5% |
| b. Mężczyźni                      | 47,5%                                             |                                                   | 2023                                              | 1. Kobiety: 52,5% 2. Mężczyźni: 47,5% |
| 6                                 | Podział według stanu cywilnego mieszkańców miasta | Podział według stanu cywilnego mieszkańców miasta | Podział według stanu cywilnego mieszkańców miasta | Podział według stanu cywilnego mieszkańców miasta |
|                                   | a. Kawalerowie / Panny                            | 25,9%                                             | 2021                                              | 1. Żonaci / Zamężne: 53,9% 2. Kawalerowie / Panny: 25,9% 3. Wdowcy / Wdowy: 9,60% 4. Rozwiedzeni / Rozwiedzione: 8,40% 5. Nieustalone: 2,20%                                             |
| b. Żonaci / Zamężne               | 53,9%                                             |                                                   | 2021                                              | 1. Żonaci / Zamężne: 53,9% 2. Kawalerowie / Panny: 25,9% 3. Wdowcy / Wdowy: 9,60% 4. Rozwiedzeni / Rozwiedzione: 8,40% 5. Nieustalone: 2,20%                                             |
| c. Rozwiedzeni / Rozwiedzione     | 8,4%                                              |                                                   | 2021                                              | 1. Żonaci / Zamężne: 53,9% 2. Kawalerowie / Panny: 25,9% 3. Wdowcy / Wdowy: 9,60% 4. Rozwiedzeni / Rozwiedzione: 8,40% 5. Nieustalone: 2,20%                                             |
| d. Wdowcy / Wdowy                 | 9,6%                                              |                                                   | 2021                                              | 1. Żonaci / Zamężne: 53,9% 2. Kawalerowie / Panny: 25,9% 3. Wdowcy / Wdowy: 9,60% 4. Rozwiedzeni / Rozwiedzione: 8,40% 5. Nieustalone: 2,20%                                             |
| e. Nieustalone                    | 2,2%                                              |                                                   | 2021                                              | 1. Żonaci / Zamężne: 53,9% 2. Kawalerowie / Panny: 25,9% 3. Wdowcy / Wdowy: 9,60% 4. Rozwiedzeni / Rozwiedzione: 8,40% 5. Nieustalone: 2,20%                                             |
| 7                                 | Podział na grupy wiekowe mieszkańców miasta       | Podział na grupy wiekowe mieszkańców miasta       | Podział na grupy wiekowe mieszkańców miasta       | Podział na grupy wiekowe mieszkańców miasta |
|                                   | a. Ludność w wieku przedprodukcyjnym              | 14,6%                                             | 2023                                              | 1. Ludność w wieku produkcyjnym: 58,2% 2. Ludność w wieku poprodukcyjnym: 27,2% 3. Ludność w wieku przedprodukcyjnym: 14,6%                                                              |
| b. Ludność w wieku produkcyjnym   | 58,2%                                             |                                                   | 2023                                              | 1. Ludność w wieku produkcyjnym: 58,2% 2. Ludność w wieku poprodukcyjnym: 27,2% 3. Ludność w wieku przedprodukcyjnym: 14,6%                                                              |
| c. Ludność w wieku poprodukcyjnym | 27,2%                                             |                                                   | 2023                                              | 1. Ludność w wieku produkcyjnym: 58,2% 2. Ludność w wieku poprodukcyjnym: 27,2% 3. Ludność w wieku przedprodukcyjnym: 14,6%                                                              |
| 8                                 | Podział według wykształcenia mieszkańców miasta   | Podział według wykształcenia mieszkańców miasta   | Podział według wykształcenia mieszkańców miasta   | Podział według wykształcenia mieszkańców miasta |
|                                   | a. Wyższe                                         | 19,4%                                             | 2021                                              | 1. Zasadnicze zawodowe: 26,7% 2. Średnie zawodowe: 21,7% 3. Wyższe: 19,4% 4. Podstawowe: 15,3% 5. Średnie ogólnokształcące: 10,9% 6. Podstawowe nieukończone: 3,00% 7. Policealne: 2,90% |
| b. Policealne                     | 2,9%                                              |                                                   | 2021                                              | 1. Zasadnicze zawodowe: 26,7% 2. Średnie zawodowe: 21,7% 3. Wyższe: 19,4% 4. Podstawowe: 15,3% 5. Średnie ogólnokształcące: 10,9% 6. Podstawowe nieukończone: 3,00% 7. Policealne: 2,90% |
| c. Średnie ogólnokształcące       | 10,9%                                             |                                                   | 2021                                              | 1. Zasadnicze zawodowe: 26,7% 2. Średnie zawodowe: 21,7% 3. Wyższe: 19,4% 4. Podstawowe: 15,3% 5. Średnie ogólnokształcące: 10,9% 6. Podstawowe nieukończone: 3,00% 7. Policealne: 2,90% |
| d. Średnie zawodowe               | 21,7%                                             |                                                   | 2021                                              | 1. Zasadnicze zawodowe: 26,7% 2. Średnie zawodowe: 21,7% 3. Wyższe: 19,4% 4. Podstawowe: 15,3% 5. Średnie ogólnokształcące: 10,9% 6. Podstawowe nieukończone: 3,00% 7. Policealne: 2,90% |
| e. Zasadnicze zawodowe            | 26,7%                                             |                                                   | 2021                                              | 1. Zasadnicze zawodowe: 26,7% 2. Średnie zawodowe: 21,7% 3. Wyższe: 19,4% 4. Podstawowe: 15,3% 5. Średnie ogólnokształcące: 10,9% 6. Podstawowe nieukończone: 3,00% 7. Policealne: 2,90% |
| f. Podstawowe                     | 15,3%                                             |                                                   | 2021                                              | 1. Zasadnicze zawodowe: 26,7% 2. Średnie zawodowe: 21,7% 3. Wyższe: 19,4% 4. Podstawowe: 15,3% 5. Średnie ogólnokształcące: 10,9% 6. Podstawowe nieukończone: 3,00% 7. Policealne: 2,90% |
| g. Podstawowe nieukończone        | 3,0%                                              |                                                   | 2021                                              | 1. Zasadnicze zawodowe: 26,7% 2. Średnie zawodowe: 21,7% 3. Wyższe: 19,4% 4. Podstawowe: 15,3% 5. Średnie ogólnokształcące: 10,9% 6. Podstawowe nieukończone: 3,00% 7. Policealne: 2,90% |

## Ludność Kędzierzyna i Koźla przed połączeniem
| Rok  | Kędzierzyn | Koźle                      |
| 1885 | –          | 5461 (włącznie z wojskiem) |
| 1890 | –          | 5761 (w tym 900 Polaków)   |
| 1933 | 6125       | 10 766                     |
| 1939 | 6308       | 11 896                     |

## Ludność Kędzierzyna-Koźla
Organizm działania społeczności Kędzierzyna-Koźla bierze swój początek od reformy administracyjnej z 1975 roku, kiedy to połączono dwa główne miasta Koźle i Kędzierzyn oraz scalono z nimi sąsiadujące wsie i osiedla. W wyniku tego posunięcia ludność (według danych GUS-u) liczyła wtedy 69 285 osób. W sytuacji prowadzenia polityki przez państwo, polegającej na stworzeniu korzystnych warunków socjalno bytowych ludności, lat 70. i 80. XX wieku, poprzez politykę pełnego zatrudnienia, wspomaganiu tej polityki rozwojem budownictwa wielorodzinnego oraz rozwojem przemysłu nastąpił w latach 1975–1986 wzrost liczby mieszkańców miasta (średnio w tempie przyrostu o około 650 osób/rok) do szczytowego poziomu ok. 73 000 osób w 1986 roku. Wzrost ten nastąpił w wyniku migracji ludności ze wsi do miasta oraz wzrostu dzietności rodzin, przeświadczonych o zapewnieniu przez państwo dla dzieci w niedalekiej przyszłości korzystnych warunków bytowych (m.in. gwarancje zatrudnienia oraz tzw. książeczki mieszkaniowe). 
Od drugiej połowy dekady lat 80. demografowie zaobserwowali wygaszanie tendencji wzrostowych, a zmiany społeczno polityczne w 1989 roku, zmieniające diametralnie funkcjonowanie rodzin i ich losy, spowodowały zmianę świadomości i mentalności ludzi. W wyniku pogorszenia prognozy przyszłych warunków socjalno bytowych w dekadzie lat 90. (m.in. zwolnienia grupowe w zakładach pracy, możliwości emigracji do innych krajów, zastój w rozwoju budownictwa wielorodzinnego) nastąpiło odwrócenie tendencji wzrostowych na malejące. Zmiany w świadomości i rozeznaniu ludzi spowodowały powstanie niekorzystnych warunków demograficznych co do możliwości stabilizacji liczby ludności miasta. Nastąpił wzrost bezrobocia, emigracja ludzi młodych do krajów Europy zachodniej (m.in. Niemcy, Holandia, Wielka Brytania), proces starzenia się ludności miasta oraz zarysowujące się tendencje do życia w samotności (tzw. single i singelki), często z braku nowego mieszkania i stabilności zatrudnienia. Wszystkie te elementy spowodowały, że w latach 90. i pierwszej dekadzie XXI wieku nastąpiło zmniejszenie się ludności miasta (średnio w latach 1986–2000 w tempie o około 250 osób/rok). 
Niekorzystne tendencje demograficzne w kolejnych latach 2005–2015 zaczęły przybierać na sile (wzrost tempa obniżania się ludności średnio do poziomu około 600 osób/rok) w wyniku których nastąpił spadek ludności miasta do poziomu około 59 000 osób (dane z Urzędu miasta) w 2015 roku. W wyniku utrzymujących się negatywnych czynników socjalno bytowych dla rozwoju rodzin oraz utrwalaniu się przeświadczenia mieszkańców odnośnie do ich przyszłości, należy przypuszczać, że w następnych dekadach nastąpi dalsze zmniejszanie się ludności miasta do poziomu około 40 000 osób w 2040 roku. Z analizy rozkładu poszczególnych grup wiekowych Kędzierzyna-Koźla na rok 2014 (→ Kędzierzyn-Koźle) wynika, że niekorzystne tendencje demograficzne potęgować będzie brak prostej zastępowalności pokoleń (ujemne saldo przyrostu naturalnego). 
Dalsze lata (po 2015) pogłębiły niekorzystne tendencje demograficzne (dalszy spadek liczby ludności miasta). Konsekwencją, których jest systematyczne starzenie się przeciętnego mieszkańca miasta, coraz mniejsza liczba zawartych małżeństw przy jednoczesnym wzroście rozwodów. Coraz wyższy wiek kobiet decydujących się na macierzyństwo oraz coraz gorszy stosunek liczby osób w wieku poprodukcyjnym do liczby osób w wieku produkcyjnym. Ogólną sytuację społeczno-ekonomiczną w Polsce (w tym również i Kędzierzyna-Koźla) próbuje się ratować programami rządowymi, jakimi było np. wdrożenie w 2016 roku programu rodzina 500+. Demografowie zaobserwowali, jednak że wskaźniki dzietności dla m.in. Kędzierzyna-Koźla znajdowały się na niskim poziomie (pomiędzy 1,09 a 1,20) i efekt programu rodzina 500+ po 2016 roku był raczej znikomy.

### Diagnoza sytuacji ludnościowej miasta na lata 2020–2050
Urząd miasta dostrzegając problemy demograficzne miasta zdiagnozował w 2020 roku sytuację w tej dziedzinie, a w ramach programu „Rozwój lokalny” będzie próbował w ramach posiadanych środków i możliwości powstrzymać dalsze tempo spadku ludności miasta. Szacuje się, że do 2050 roku nastąpi dalszy spadek ludności miasta o około 50%, czyli do poziomu około 28 000 osób. Określając przyczyny zdiagnozowanej sytuacji w 2020 roku UM Kędzierzyna-Koźla podał:
- strukturalne przyczyny naturalne (wyże i niże demograficzne w poprzednich latach) oraz przyczyny ekonomiczno-społeczne
- struktura gospodarki miasta, uzależniona od kilku dużych zakładów przemysłowych i ich elastyczności w nowych warunkach społeczno-ekonomicznych po 1989 roku
- lokalizacja geograficzna w stosunku do sąsiednich aglomeracji o korzystniejszych perspektywach nowych inwestycji (np. Opole czy Gliwice)
- niedopasowanie struktury miejsc pracy, edukacji i usług w odniesieniu do potrzeb mieszkańców w stosunku do ośrodków konkurencyjnych

Przewiduje się, że przez najbliższe trzy dekady (2020–2050) utrzymywał się będzie wysoki udział ludności w wieku poprodukcyjnym, a w szczególności osób w wieku 80+. Jednocześnie niski wskaźnik urodzeń i tzw. współczynnik dzietności powodować będzie dalsze pogarszanie się stosunku liczby osób w wieku produkcyjnym do liczby osób w wieku poprodukcyjnym (obciążenie demograficzne). W projekcie strategii rozwoju miasta do 2030 roku określono, że tzw. wskaźnik „Floridy”, który informuje o liczbie ludności ogółem w mieście w wieku 25–34 lat w przeliczeniu na 1000 mieszkańców będzie kształtował się niekorzystnie. Niekorzystna będzie również dynamika zmian tego wskaźnika. Wskaźnik „Floridy”
w latach 1998–2020 zmniejszył się z poziomu 152,76 do poziomu 128,62. Malejąca liczba kobiet, przy niskich wskaźnikach urodzeń, wpływała na zmniejszenie się liczby dzieci.
Ponadto na pogorszenie sytuacji demograficznej wpływać będzie migracja młodych mieszkańców miasta do innych państw czy ośrodków krajowych (migracja zewnętrzna i wewnętrzna). Na sytuację demograficzną w 2020 roku pewien wpływ miał niski poziom zaufania społecznego, wynikający z braku rzetelnej informacji i komunikacji społecznej. Mieszkańcy miasta mało się znają, słabo organizują, są mało pomysłowi i słabo współdziałają ze sobą w realizacji inicjatyw.
Bardzo dużym problemem miasta i jego mieszkańców są problemy mieszkaniowe, wynikające w dużej mierze ze zmian społeczno-politycznych jakie dokonały się w 1989 roku, a co za tym idzie likwidacji w następstwie tych przemian dominującego na rynku lokalnym m.in. Kędzierzyńskiego Przedsiębiorstwa Budowlanego. Brak nowych inwestycji przy jednoczesnych wysokich kosztach nabycia mieszkania (2100 zł/m²) spowodował, że po 1989 roku nieznacznie rozwinęło się jedynie budownictwo jednorodzinne i to tylko w nielicznych osiedlach. Problemem najbliższych trzech dekad – jak wskazuje to diagnoza – nie jest naturalne tempo spadku ludności miasta do 28 tys., ale przynajmniej jego zahamowanie, choć jest to raczej mało prawdopodobne, bowiem zmian m.in. mentalności i przeświadczenia ludzi nie można zmienić z dnia na dzień jakimikolwiek programami finansowymi. 
W projekcie strategii rozwoju miasta do 2030 roku podano, że skutkami niekorzystnych zjawisk demograficznych w mieście może być:
- funkcjonowanie głównych pracodawców oraz lokalny popyt na oferowane przez nich produkty i usługi, a tym samym na ich finanse, co może docelowo mieć niekorzystny wpływ na budżet miasta
- deficyt kadr dla lokalnej gospodarki, usług publicznych, w szczególności w kontekście starzejącego się społeczeństwa wymusi poszukiwanie nowych rozwiązań w sferze gospodarczej (np. robotyzacja, automatyzacja czy też zatrudnianie obcokrajowców), a który może doprowadzić do zaniku wybranych usług, przenosin wybranych działalności gospodarczych, czy też do wystąpienia deficytu pracowników w branżach wrażliwych, np. opiece społecznej czy zdrowotnej
- wzrost kosztów utrzymania infrastruktury miejskiej, jej dekapitalizacja, w szczególności infrastruktury społecznej (np. szkoły), mieszkaniowej i technicznej
- niekorzystny wizerunek oraz atrakcyjność inwestycyjna miasta, co pogłębiać może regres gospodarczy. Deficyt kadr na rynku pracy wpływać będzie na postrzeganie miasta i jego otoczenia jako przestrzeni mało atrakcyjnej dla nowych inwestycji.

## Zmiany liczby ludności miasta
| Rok  | Liczba osób | Zmiana | Uwagi           |
| 1975 | 69 285      |        | –               |
| 1976 | 70 400      | 1115   | –               |
| 1977 | 70 900      | 500    | –               |
| 1978 | 67 800      | -3100  | spis powszechny |
| 1979 | 68 700      | 900    | –               |
| 1980 | 69 667      | 967    | –               |
| 1981 | 69 648      | -19    | –               |
| 1982 | 70 163      | 515    | –               |
| 1983 | 70 706      | 543    | –               |
| 1984 | 71 738      | 1032   | –               |
| 1985 | 72 145      | 407    | –               |
| 1986 | 72 979      | 834    | –               |
| 1987 | 72 905      | -74    | –               |
| 1988 | 72 279      | -626   | spis powszechny |
| 1989 | 71 677      | -602   | –               |
| 1990 | 71 705      | 28     | –               |
| 1991 | 71 308      | -397   | –               |
| 1992 | 70 991      | -317   | –               |
| 1993 | 71 170      | 179    | –               |
| 1994 | 70 853      | -317   | –               |
| 1995 | 70 648      | -205   | –               |
| 1996 | 70 594      | -54    | –               |
| 1997 | 70 436      | -158   | –               |
| 1998 | 70 239      | -197   | –               |
| 1999 | 69 875      | -364   | –               |
| 2000 | 69 600      | -275   | –               |

| Rok  | Liczba osób | Zmiana | Uwagi           |
| 1975 | 69 285      |        | –               |
| 1976 | 70 400      | 1115   | –               |
| 1977 | 70 900      | 500    | –               |
| 1978 | 67 800      | -3100  | spis powszechny |
| 1979 | 68 700      | 900    | –               |
| 1980 | 69 667      | 967    | –               |
| 1981 | 69 648      | -19    | –               |
| 1982 | 70 163      | 515    | –               |
| 1983 | 70 706      | 543    | –               |
| 1984 | 71 738      | 1032   | –               |
| 1985 | 72 145      | 407    | –               |
| 1986 | 72 979      | 834    | –               |
| 1987 | 72 905      | -74    | –               |
| 1988 | 72 279      | -626   | spis powszechny |
| 1989 | 71 677      | -602   | –               |
| 1990 | 71 705      | 28     | –               |
| 1991 | 71 308      | -397   | –               |
| 1992 | 70 991      | -317   | –               |
| 1993 | 71 170      | 179    | –               |
| 1994 | 70 853      | -317   | –               |
| 1995 | 70 648      | -205   | –               |
| 1996 | 70 594      | -54    | –               |
| 1997 | 70 436      | -158   | –               |
| 1998 | 70 239      | -197   | –               |
| 1999 | 69 875      | -364   | –               |
| 2000 | 69 600      | -275   | –               |

| Rok  | Liczba osób | Zmiana | Uwagi                                 |
| 2001 | 69 092      | -508   | –                                     |
| 2002 | 66 759      | -2333  | spis powszechny                       |
| 2003 | 66 379      | -380   | –                                     |
| 2004 | 66 102      | -277   | –                                     |
| 2005 | 64 679      | -1423  | https://www.kedzierzynkozle.pl/ (PDF) |
| 2006 | 63 753      | -926   | https://www.kedzierzynkozle.pl/ (PDF) |
| 2007 | 63 784      | 31     | https://www.kedzierzynkozle.pl/ (PDF) |
| 2008 | 63 336      | -448   | https://www.kedzierzynkozle.pl/ (PDF) |
| 2009 | 62 775      | -561   | https://www.kedzierzynkozle.pl/ (PDF) |
| 2010 | 62 238      | -537   | https://www.kedzierzynkozle.pl/ (PDF) |
| 2011 | 61 617      | -621   | https://www.kedzierzynkozle.pl        |
| 2012 | 60 909      | -708   | https://www.kedzierzynkozle.pl        |
| 2013 | 60 185      | -724   | https://www.kedzierzynkozle.pl        |
| 2014 | 59 465      | -720   | https://www.kedzierzynkozle.pl        |
| 2015 | 58 749      | -716   | https://www.kedzierzynkozle.pl        |
| 2016 | 57 979      | -770   | https://www.kedzierzynkozle.pl        |
| 2017 | 57 360      | -619   | https://www.kedzierzynkozle.pl        |
| 2018 | 56 478      | -882   | https://www.kedzierzynkozle.pl        |
| 2019 | 55 750      | -728   | https://www.kedzierzynkozle.pl        |
| 2020 | 54 873      | -877   | https://www.kedzierzynkozle.pl        |
| 2021 | 53 705      | -1168  | https://www.kedzierzynkozle.pl        |
| 2022 | 52 723      | -982   | https://www.kedzierzynkozle.pl        |
| 2023 | 51 709      | -1014  | https://www.kedzierzynkozle.pl        |
| 2024 | 50 927      | -782   | https://www.kedzierzynkozle.pl        |

| Rok  | Liczba osób | Zmiana | Uwagi           |
| 1975 | 69 285      |        | –               |
| 1976 | 70 400      | 1115   | –               |
| 1977 | 70 900      | 500    | –               |
| 1978 | 67 800      | -3100  | spis powszechny |
| 1979 | 68 700      | 900    | –               |
| 1980 | 69 667      | 967    | –               |
| 1981 | 69 648      | -19    | –               |
| 1982 | 70 163      | 515    | –               |
| 1983 | 70 706      | 543    | –               |
| 1984 | 71 738      | 1032   | –               |
| 1985 | 72 145      | 407    | –               |
| 1986 | 72 979      | 834    | –               |
| 1987 | 72 905      | -74    | –               |
| 1988 | 72 279      | -626   | spis powszechny |
| 1989 | 71 677      | -602   | –               |
| 1990 | 71 705      | 28     | –               |
| 1991 | 71 308      | -397   | –               |
| 1992 | 70 991      | -317   | –               |
| 1993 | 71 170      | 179    | –               |
| 1994 | 70 853      | -317   | –               |
| 1995 | 70 648      | -205   | –               |
| 1996 | 70 594      | -54    | –               |
| 1997 | 70 436      | -158   | –               |
| 1998 | 70 239      | -197   | –               |
| 1999 | 69 875      | -364   | –               |
| 2000 | 69 600      | -275   | –               |

| Rok  | Liczba osób | Zmiana | Uwagi           |
| 1975 | 69 285      |        | –               |
| 1976 | 70 400      | 1115   | –               |
| 1977 | 70 900      | 500    | –               |
| 1978 | 67 800      | -3100  | spis powszechny |
| 1979 | 68 700      | 900    | –               |
| 1980 | 69 667      | 967    | –               |
| 1981 | 69 648      | -19    | –               |
| 1982 | 70 163      | 515    | –               |
| 1983 | 70 706      | 543    | –               |
| 1984 | 71 738      | 1032   | –               |
| 1985 | 72 145      | 407    | –               |
| 1986 | 72 979      | 834    | –               |
| 1987 | 72 905      | -74    | –               |
| 1988 | 72 279      | -626   | spis powszechny |
| 1989 | 71 677      | -602   | –               |
| 1990 | 71 705      | 28     | –               |
| 1991 | 71 308      | -397   | –               |
| 1992 | 70 991      | -317   | –               |
| 1993 | 71 170      | 179    | –               |
| 1994 | 70 853      | -317   | –               |
| 1995 | 70 648      | -205   | –               |
| 1996 | 70 594      | -54    | –               |
| 1997 | 70 436      | -158   | –               |
| 1998 | 70 239      | -197   | –               |
| 1999 | 69 875      | -364   | –               |
| 2000 | 69 600      | -275   | –               |

| Rok  | Liczba osób | Zmiana | Uwagi                                 |
| 2001 | 69 092      | -508   | –                                     |
| 2002 | 66 759      | -2333  | spis powszechny                       |
| 2003 | 66 379      | -380   | –                                     |
| 2004 | 66 102      | -277   | –                                     |
| 2005 | 64 679      | -1423  | https://www.kedzierzynkozle.pl/ (PDF) |
| 2006 | 63 753      | -926   | https://www.kedzierzynkozle.pl/ (PDF) |
| 2007 | 63 784      | 31     | https://www.kedzierzynkozle.pl/ (PDF) |
| 2008 | 63 336      | -448   | https://www.kedzierzynkozle.pl/ (PDF) |
| 2009 | 62 775      | -561   | https://www.kedzierzynkozle.pl/ (PDF) |
| 2010 | 62 238      | -537   | https://www.kedzierzynkozle.pl/ (PDF) |
| 2011 | 61 617      | -621   | https://www.kedzierzynkozle.pl        |
| 2012 | 60 909      | -708   | https://www.kedzierzynkozle.pl        |
| 2013 | 60 185      | -724   | https://www.kedzierzynkozle.pl        |
| 2014 | 59 465      | -720   | https://www.kedzierzynkozle.pl        |
| 2015 | 58 749      | -716   | https://www.kedzierzynkozle.pl        |
| 2016 | 57 979      | -770   | https://www.kedzierzynkozle.pl        |
| 2017 | 57 360      | -619   | https://www.kedzierzynkozle.pl        |
| 2018 | 56 478      | -882   | https://www.kedzierzynkozle.pl        |
| 2019 | 55 750      | -728   | https://www.kedzierzynkozle.pl        |
| 2020 | 54 873      | -877   | https://www.kedzierzynkozle.pl        |
| 2021 | 53 705      | -1168  | https://www.kedzierzynkozle.pl        |
| 2022 | 52 723      | -982   | https://www.kedzierzynkozle.pl        |
| 2023 | 51 709      | -1014  | https://www.kedzierzynkozle.pl        |
| 2024 | 50 927      | -782   | https://www.kedzierzynkozle.pl        |

## Rankingi
| Rankingi wg GUS |                                                  |         |              |             |
| Lp.             | Informacja                                       | Miejsce | Wielkość     | Rok pomiaru |
| 1.              | Liczba ludności w miastach Polski                | 75.     | 54 029 osób  | 2024        |
| 2.              | Największa gęstość zaludnienia w miastach Polski | 630.    | 437 osób/km² | 2024        |
| 3.              | Największy przyrost naturalny w miastach Polski  | 688.    | –6,5‰        | 2023        |
| 4.              | Najszybciej wyludniające się miasta Polski       | 60.     | –19,1%       | 2002–2024   |
| 4.              | Najszybciej wyludniające się miasta Polski       | 33.     | –12 730 osób | 2002–2024   |